# Puliciphora rufipes
Puliciphora rufipes är en tvåvingeart som beskrevs av Silva Figueroa 1916. Puliciphora rufipes ingår i släktet Puliciphora och familjen puckelflugor. Inga underarter finns listade i Catalogue of Life.